# Oscaruddelingen 3. april 1930
Oscaruddelingen 3. april 1930 var den anden oscaruddeling, hvor de bedste film udgivet mellem 1. august 1928 og 1. august 1929 blev æret med en oscarstatuette. Uddelingen fandt sted 3. april 1930 på The Ambassador Hotel i Los Angeles, USA, og blev sendt direkte i radioen. 
Fordi ceremonien blev afholdt mere end 8 måneder efter den gyldige periode, blev det besluttet, at den 3. uddeling skulle finde sted i november 1930 for at ligge tætter på den gyldige periodes afslutning (1. agust 1930). 1930 blev dermed det eneste år, hvor der blev afholdt 2 uddelinger. 
Den anden ceremoni havde en del forskelle fra den første. Den vigtigse var at vinderne ikke på forhånd var blevet offentliggjort. Derudover blev antallet af kategorier skåret ned til 7. 
uddelingen havde ikke nogle offentliggjorte nominerede ud over vinderne. Senere research foretaget af Academy of Motion Picture Arts and Sciences resulterede i en liste over uofficielle nominerede, basseret på optegnelser af hvilke film der blev evalueret af dommerne. 
Dette er den eneste uddeling hvor ingen film fik mere end 1 oscar.

## Priser
Tekst mangler, hjælp os med at skrive teksten

## Awards
Winners are listed first and highlighted in boldface.
| Bedste film | Bedste instruktør |
| --- | --- |
| - The Broadway Melody - Alibi - In Old Arizona - Hollywood Revue - The Patriot | - Frank Lloyd – The Divine Lady - Lionel Barrymore – Madame X - Harry Beaumont – The Broadway Melody - Irving Cummings – In Old Arizona - Frank Lloyd – Drag og Weary River - Ernst Lubitsch – The Patriot |
| Bedste mandlige hovedrolle | Bedste kvindelige hovedrolle |
| - Warner Baxter – In Old Arizona - George Bancroft – Thunderbolt - Chester Morris – Alibi - Paul Muni – The Valiant - Lewis Stone – The Patriot | - Mary Pickford – Coquette - Ruth Chatterton – Madame X - Betty Compson – The Barker - Jeanne Eagels – The Letter - Corinne Griffith – The Divine Lady - Bessie Love – The Broadway Melody                 |
| Bedste Manuskript | |
| - Hanns Kräly – The Patriot - Tom Barry – In Old Arizona and The Valiant - Elliot Clawson – The Cop, The Leatherneck, Sal of Singapore, and Skyscraper - Hanns Kräly – The Last of Mrs. Cheyney - Josephine Lovett – Our Dancing Daughters - Bess Meredyth – A Woman of Affairs and Wonder of Women | |
| Bedste fotografering | Bedste scenografi |
| - Clyde De Vinna – White Shadows in the South Seas - George Barnes – Our Dancing Daughters - Arthur Edeson – In Old Arizona - Ernest Palmer – Four Devils and Street Angel - John F. Seitz – The Divine Lady                                                                                        | - Cedric Gibbons – The Bridge of San Luis Rey - Hans Dreier – The Patriot - Mitchell Leisen – Dynamite - William Cameron Menzies – Alibi and The Awakening - Harry Oliver – Street Angel                   |